# Anales de Química. La Revista de la Real Sociedad Española de Química
Anales  de Química. La Revista de  la Real Sociedad Española de Química o simplemente Anales  de Química RSEQ   (ISSN 1575-3417) es una revista científica española, revisada por pares, que publica artículos sobre Química en la tradición de la revista Anales de Química. Es publicada por la Real Sociedad Española  de Química desde 1999.  
Se distribuye regularmente a todos los socios de la RSEQ y a otras personas e instituciones interesadas y se puede acceder libremente al texto completo en la web.
La abreviatura oficial de la revista es An. R. Soc. Esp. Quím. o bien An. RSEQ. La sede de la revista se encuentra en la Facultad de Ciencias Químicas de la Universidad Complutense de Madrid.

## Objetivos
La revista se dirige a todos los químicos de habla hispana, ya sea en universidades, institutos de educación secundaria o en la industria química. Publica fundamentalmente artículos de revisión sobre temas específicos en un campo concreto de la ciencia química, o sobre la enseñanza de esta disciplina. Los temas sobre medio ambiente, historia de la química, y noticias de actualidad están también presentes en la revista.